# Dora
För andra betydelser, se Dora (olika betydelser).

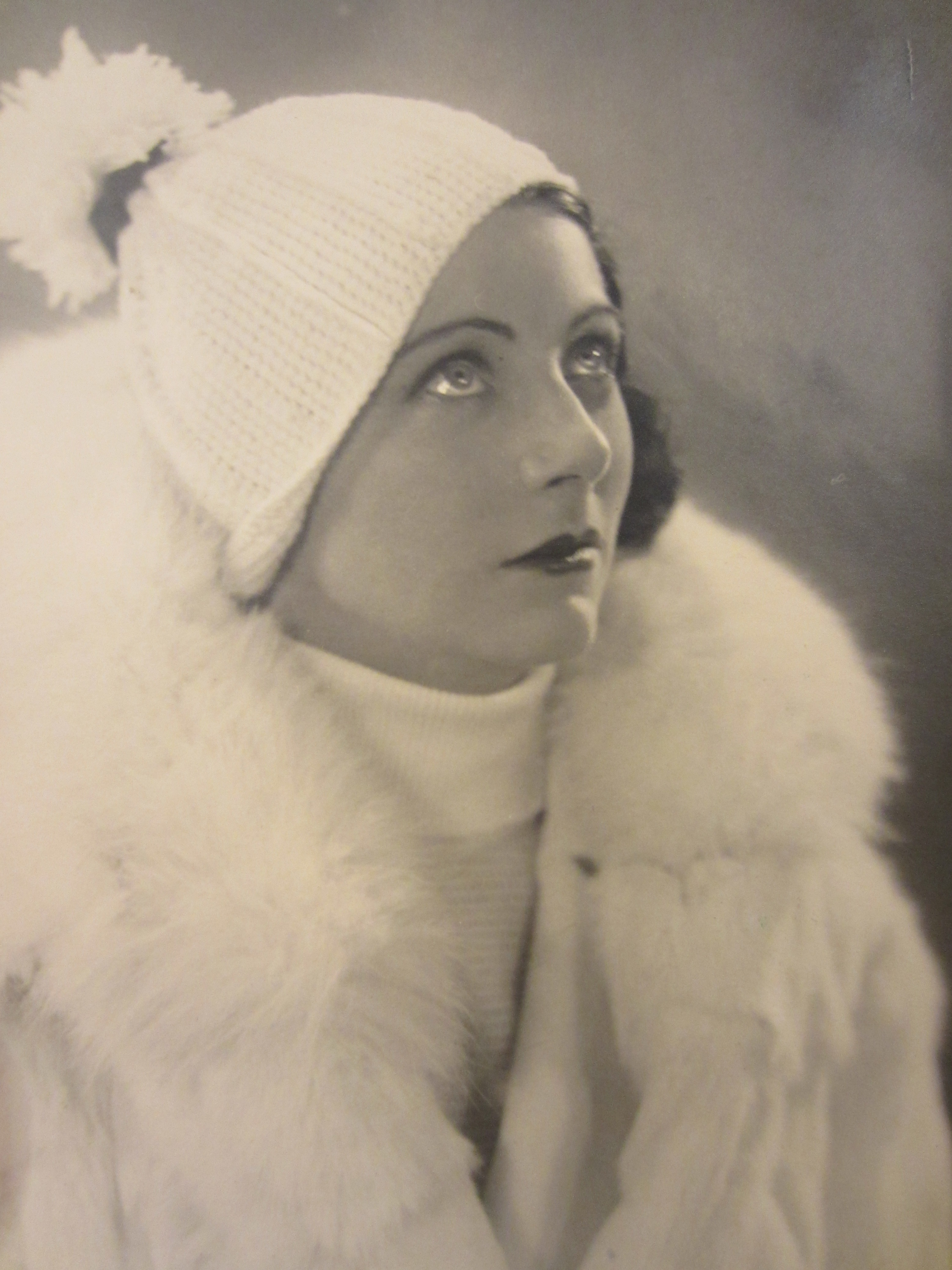
Dora Söderberg

Dora är en kortform av de grekiska namnen Teodora och Dorotea som är sammansatta av ord som betyder gud och gåva. Det kan även vara en kortform av Isadora som betyder gudinnan Isis gåva. Namnet har funnits i Sverige sedan början av 1800-talet.
Den 31 december 2014 fanns det totalt 678 kvinnor folkbokförda i Sverige med namnet Dora, varav 355 bar det som tilltalsnamn.
Namnsdag: saknas (1986-2000: 6 februari). I den finlandssvenska namnsdagslängden har Dora namnsdag 6 februari sedan starten 1929, då en egen namnsdagskalender togs i bruk för finlandssvenskar.

## Personer med namnet Dora
- Dora, portugisisk sångerska
- Dora Boothby, brittisk tennisspelare
- Dora Carrington, brittisk konstnär
- Dóra Györffy, ungersk friidrottare
- Dora Jacobsohn, svensk professor och hormonforskare
- Dóra María Lárusdóttir, isländsk fotbollsspelare
- Dora Marsden, engelsk feminist
- Dóra Stefánsdóttir, isländsk fotbollsspelare
- Dora Söderberg, svensk skådespelare
- Dora Wahlroos, finlandssvensk konstnär

## Fiktiva personer med namnet Dora
- Dora utforskaren, animerad tv-serie